# Битка код Газе
Битка код Газе одиграла се 312. п. н. е. код Газе током рата дијадоха. Сукобљене стране су биле Птолемеј, сатрап египатски и Деметрије Полиоркет (Антигонов син).

## Увод
Поставши најмоћнији дијадох Азије Антигон узима благо из Сузе и улази у Вавилон 315. п. н. е., који се налазио у Селеуковој сатрапији. Селеук улази у савез са Птолемејем, Лизимахом и Касандром против Антигона. Антигон осваја велик део Сирије 314. п. н. е., и опседа Тир преко годину дана. То је било Птолемејево подручје. Антигон је био заузет борбама са Касандром, па Деметрија оставља да чува освојено подручје У Палестини.
Птолемеј се одлучује да поврати Сирију под своју власт. Са 18.000 пешака и 4.000 коњаника стиже у Газу почетком 312. п. н. е., а Деметрије одлучује да се суочи са њим.

## Почетни распоред
Деметрије Полиоркет распоређује на:
- лево крило: 2.900 коњаника, 1.500 лаке пешадије и 30 слонова под Деметријевом командом
- центар : 11.000 војника у фаланги и 13 слонова
- десно крило: 1.500 коњаника

Птолемеј распоређује на:
- лево крило: 3.000 коњаника
- центар: 18.000 војника фаланге
- десно крило: 1.000 коњаника

## Борба
Битка је отворена сукобима претходница јаких коњичких крила, при чему Деметрије одгурава своје противнике. Птолемеј и Селеук обилазе око Деметријевог левог крила да би напали. Уследила је тешка борба прса у прса.
Док се одвијао коњички сукоб на крилима Деметрије убацује слонове у битку више да би деморализирао супротну страну. Како су се слонови нашли крај ступица, тако су они и њихови возачи били засипани кишама стрела. Кад су слонови стали на ступице возачи су изгубили над њима контролу. Када су Птолемејеви стрелци побили сву послугу на слоновима, могли су лако заробити слонове.
Губитак слонова је преплашио Деметријеву коњицу. Побегло је неколико батаљона, па се преостала коњица морала повлачити. Већина их је остала у формацији током повлачења, тако да их Птолемеј није могао гањати. Међутим пешадија почиње бацати оружје и повлачити се каотично.
Док су се враћали у Газу Птолемеј осваја врата града Газе.

## Резултат
Деметрије је изгубио 500 људи, а 8.000 је заробљено. Изгубио је све слонове. Био је присиљен да се врати у Триполи у Феникији. Птолемеј је заузео све до Сидона и Тира. Селеук добија прилику и улази у Вавилон после те битке 312. п. н. е. и то се сматра датумом оснивања Селеукидског царства.